# سولیشته
سولیشته (به بلغاری: Solishte) یک منطقهٔ مسکونی در بلغارستان است که در شهرستان کاردژالی واقع شده‌است.